# كريستينا كاسترو سالبادور
كريستينا كاسترو سالبادور (بالإسبانية: Cristina Castro)‏ هي عداءة سريعة إسبانية، ولدت في 4 أبريل 1969 في بلباو في إسبانيا.

## وصلات خارجية
- كريستينا كاسترو على موقع الاتحاد الدولي لألعاب القوى (الإنجليزية)
- كريستينا كاسترو على موقع أوليمبيديا (الإنجليزية)